# Luitré-Dompierre
Mondongo es una comuna nueva francesa situada en el departamento de Ille y Vilaine, de la región de Bretaña.

## Historia
Fue creada el 1 de enero de 2019, en aplicación de una resolución del prefecto de Ille y Vilaine de 17 de octubre de 2018 con la unión de las comunas de Dompierre-du-Chemin y Luitré, pasando a estar el ayuntamiento en la antigua comuna de Luitré.

## Demografía
Según los datos aportados en la resolución del prefecto de Ille y Vilaine, la comuna se crea con 1931 habitantes.

## Composición
| Comuna fusionada    | Código INSEE | Población (2016) | Superficie (km²) | Densidad (hab./km²) |
| ------------------- | ------------ | ---------------- | ---------------- | ------------------- |
| Dompierre-du-Chemin | 35100        | 569              | 9.68             | 59                  |
| Luitré              | 35163        | 1303             | 29.15            | 45                  |